# 比利亚尔东帕尔多
比利亚尔东帕尔多，是西班牙安达卢西亚自治区哈恩省的一个市镇。总面积18平方公里，总人口1183人（2001年），人口密度66人/平方公里。